# Дохтуров, Михаил Николаевич
Михаил Николаевич Дохтуров (1824—1911) — генерал от кавалерии, участник русско-турецкой войны 1877—1878 гг.

## Биография
Сын генерала от кавалерии Николая Михайловича Дохтурова, родился 5 (17) октября 1824 года в селе Абрамово Корчевского уезда Тверской губернии.
В августе 1843 года был выпущен из Пажеского корпуса по 1-му разряду корнетом в лейб-гвардии Уланский полк, в котором прослужил 16 лет, до 1859 года.
Произведённый в 1859 году в полковники, Дохтуров сосредоточил свою деятельность на управлении государственным коннозаводством и в этой области энергично проводил идею улучшения качества российских скаковых лошадей. Он лично дважды ездил на Восток для покупки арабских лошадей; содействовал организации Лимуровского рассадника кровных арабских скакунов и приобрёл во Франции партию жеребцов першеронской породы. Член Совета Главного управления государственного коннозаводства (с 1 марта 1864), был заведующим 3-м коннозаводским округом, начальником 4-го коннозаводского округа. Генерал-майор с 17 апреля 1863 года.
В 1865 г. Дохтуров был назначен состоять для особых поручений при великом князе Николае Николаевиче Старшем, бывшим в то время генерал-инспектором кавалерии, в следующем году произведён в генерал-майоры.
В 1874 году получил в командование 1-ю кавалерийскую дивизию. С 30 августа 1876 года — генерал-лейтенант.
Принимал участие в русско-турецкой войне 1877—1878 гг. и после падения Плевны, во главе Московского драгунского, Санкт-Петербургского уланского и Донского казачьего № 1 полков и 1-й конно-артиллерийской батареи, перешёл Балканы по Иметлийскому перевалу. Присоединившись к колонне Скобелева, Дохтуров принял участие в сражении под Шейновым, а затем в занятии Ески-Загры и наступлении на Тырново.
За боевые заслуги Дохтуров 19 января 1879 года награждён золотой саблей с бриллиантами и надписью «За храбрость» и орденом Белого Орла с мечами.
После войны Дохтуров временно командовал Гренадерским корпусом и в 1885 году произведён в генералы от кавалерии с зачислением в запас.
Умер 23 сентября (6 октября) 1911 года. Похоронен в Жёлтикове монастыре под Тверью.

## Награды
российские
- орден Св. Станислава 2-й ст. (1857);
- орден Св. Анны 2-й ст. (императорская корона к ордену в 1860);
- орден Св. Владимира 3-й ст. (1862)
- орден Св. Станислава 1-й ст. (1865);
- орден Св. Анны 1-й ст. (1867; императорская корона в 1869);
- орден Св. Владимира 2-й ст. (1871)
- орден Белого орла с мечами (1878)
- Золотое оружие «За храбрость» с бриллиантами (1878)

иностранные
- турецкий орден Меджидие 1-й ст. (1872)
- командорский крест австрийского ордена Франца-Иосифа со звездой (1873).